# Mauremys sinensis
Espèce
Synonymes
- Emys sinensis Gray, 1834
- Emys bennettii Gray, 1844
- Testudo anyangensis Ping, 1930
- Ocadia sinensis changwui Tao, 1988
- Ocadia philippeni McCord & Iverson, 1992
- Ocadia glyphistoma McCord & Iverson, 1994
- Ocadia sinensis (Gray, 1834)

Statut de conservation UICN

CRA2cd et A4cd : 
En danger critique
Statut CITES
Mauremys sinensis, l'Émyde à cou rayé, est une espèce de tortues de la famille des Geoemydidae.

## Répartition
Cette espèce se rencontre :
- en République populaire de Chine dans les provinces du Fujian, du Guangdong, du Guangxi, du Hainan, du Jiangsu et du Zhejiang ;
- à Taïwan ;
- au Laos ;
- au Viêt Nam.

En 2003 et 2013, des individus ont été observés sur l'île de La Réunion, ce qui laisse penser que l'espèce a pu y être naturalisée.

## Étymologie
Son épithète spécifique, composée du radical sin[o], « Chine », et du suffixe latins -ensis, « qui vit dans, qui habite », lui a été donnée en référence au lieu de sa découverte.

## Publication originale
- Gray, 1834 : Characters of several new species of freshwater tortoises (Emys) from India and China. Proceedings of the Zoological Society of London, vol. 1834, p. 53–54 (texte intégral).